# Filoli

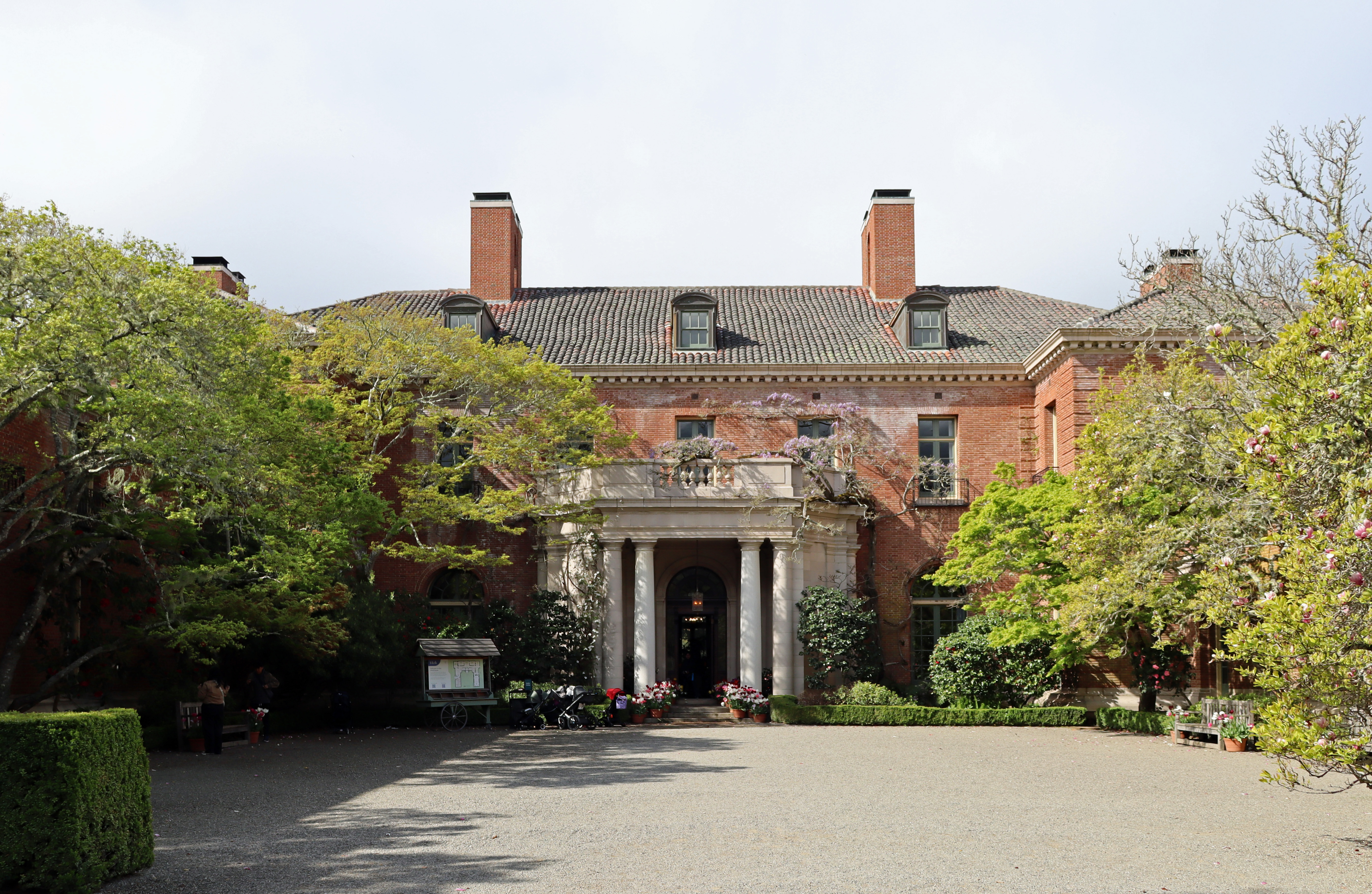
Filoli Mansion

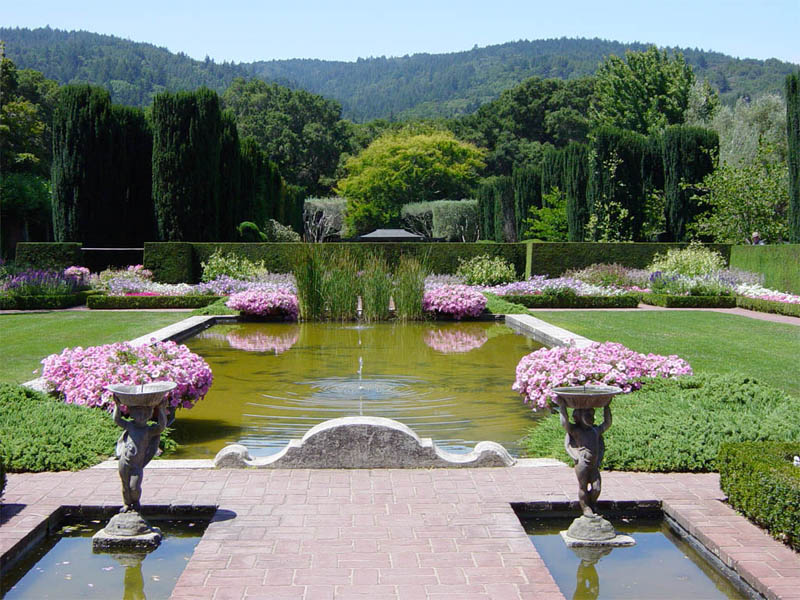
Ein Gartenteich der Filoli Mansion

Filoli ist eine unter Denkmalschutz stehende historische Villa aus dem Anfang des 20. Jahrhunderts mit einer außergewöhnlichen Garten- und Parkanlage mit einer Fläche von ca. 2,6 km². Sie befindet sich in Woodside, Kalifornien, 86 Cañada Road, in den Bergen zwischen San José und San Francisco.

## Geschichte
Das Haus wurde von dem kalifornischen Architekten Willis Polk für William Bowers Bourn II und seine Ehefrau Agnes entworfen und diente der Familie von 1917 bis 1936 als privater Wohnsitz. Bourn war Präsident der Spring Valley Water Company und Eigentümer einer Goldmine. Das Anwesen hat 48 Zimmer und 17 Kamine. Seinen Namen erhielt es durch die Kombination von 2-Buchstaben-Abkürzungen (Akronym), die William Bourns Lebensmotto „Fight for a just cause; Love your fellow man; Live a good life“ (dt.: Kämpfe für eine gerechte Sache, Liebe deinen Nächsten, Lebe ein gutes Leben) wiedergeben.
1937, ein Jahr nach dem Tod von Bourn, wurde das Haus an William P. Roth und seine Frau Lurline Matson Roth, Erbin der Matson Navigation Company, verkauft. Seit 1975 gehört es dem National Trust for Historic Preservation und ist seit 1976 als Museum für die Öffentlichkeit zugänglich. Der Garten gilt als einer der schönsten der Welt und wurde mehrfach prämiert. Er ist inzwischen ein öffentlicher Park und kann ebenfalls besichtigt werden. Verwaltet wird das gesamte Anwesen von einer eigenen Organisation, dem Filoli Center mit rund 30 Angestellten. Etwa die Hälfte davon ist für die Pflege des Parks und die Bepflanzung zuständig. Außerdem arbeiten etwa 1200 freiwillige Helfer auf der Anlage, u. a. im öffentlichen Café, in einer Bibliothek, als Gärtner oder Leiter der Besucherführungen.
Der Park ist in seiner Anlage stark von europäischen Gartenanlagen beeinflusst. Die Parkarchitektur stammt von Bruce Porter. Der Park ist eine Anordnung verschiedener „Gartenräume“ mit Terrassen, Teichen und Rasenflächen. Zu den zahlreichen Bäumen gehören auch italienische Kiefern und über 250 Jahre alte Eichen. Im Frühling blühen hier 35.000 Tulpen.
Der Baustil der Villa aus Backstein wird zum Historismus gerechnet, wobei hier ebenfalls europäische Elemente aufgegriffen wurden. In den USA spricht man von Georgian style. Der Grundriss des Hauses ist U-förmig mit einem Flügel für das Personal auf einer Seite und einem Ballsaal auf der anderen. Das Mobiliar stammt zum größten Teil aus dem 18. Jahrhundert.
Das Haus sowie das Grundstück dienten schon als Kulisse für viele Hollywood-Filme, u. a. George – Der aus dem Dschungel kam (1997) und The Game (1997). Außerdem war es Drehort für den Pilotfilm der Serie Der Denver-Clan und wurde später im Vorspann zur Serie als Wohnsitz der fiktiven Familie Carrington gezeigt. Im November 2023 trafen sich US-Präsident Joe Biden und der chinesische Staatspräsident Xi Jinping am Rande des APEC-Gipfels von San Francisco in Filoli zu Gesprächen.